# Arthur Zagre
Arthur Zagre, född 4 oktober 2001, är en fransk fotbollsspelare som spelar för Excelsior.

## Karriär
Den 29 augusti 2019 värvades Zagre av AS Monaco, där han skrev på ett treårskontrakt. Den 5 oktober 2020 lånades Zagre ut till Dijon på ett låneavtal över säsongen 2020/2021 samt med option på ytterligare en säsong. Den 25 juni 2021 lånades Zagre ut till Utrecht på ett låneavtal över två säsonger.